# Grafsteen

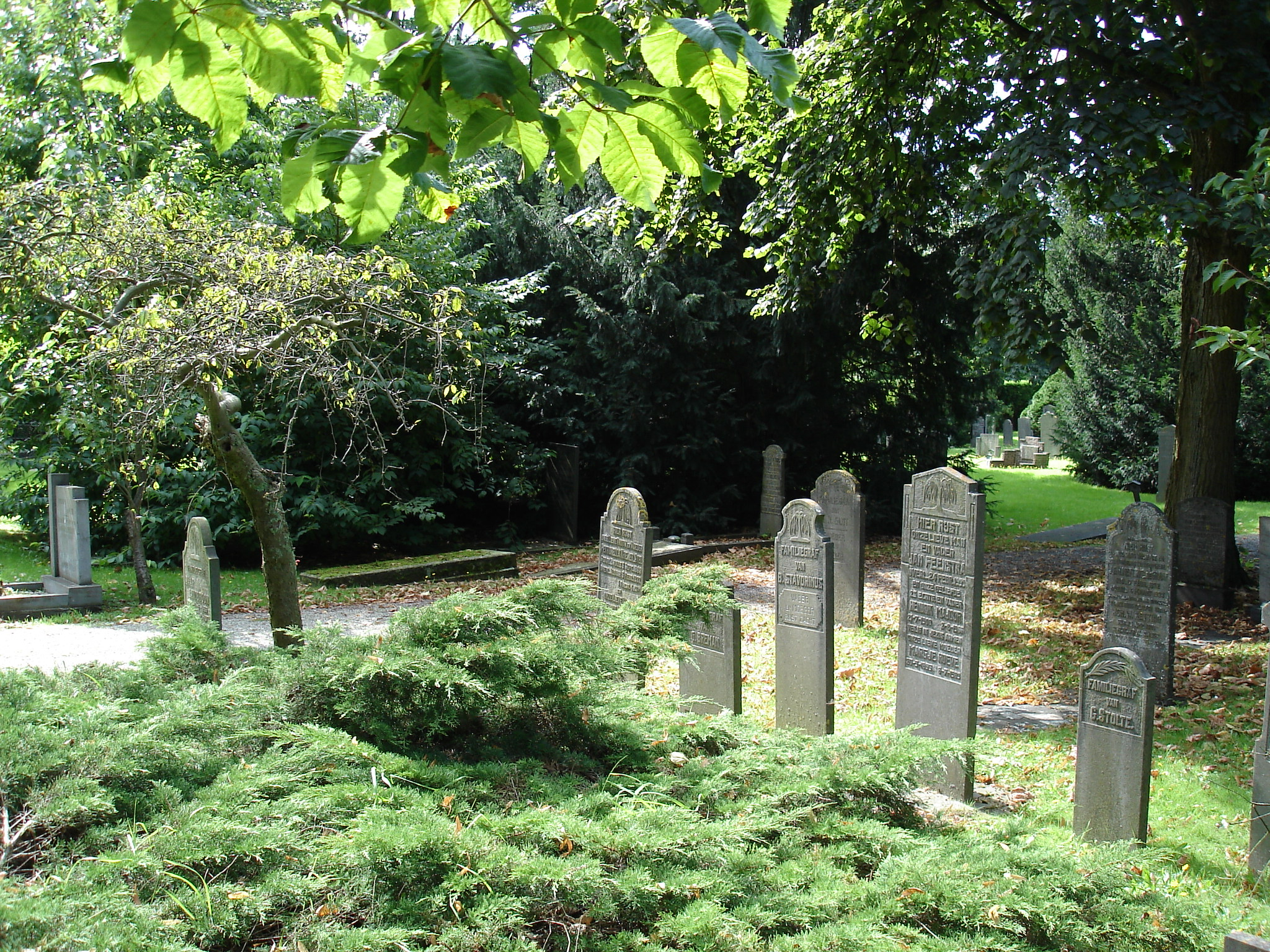
Grafstenen uit de 19e eeuw op begraafplaats Meppelerstraatweg te Zwolle.

Een grafsteen is een steen die de plaats markeert waar een graf ligt en die daar met opzet voor dit doel is geplaatst. Dit kan op twee manieren gebeuren, met een staande steen, ook wel stele genoemd, of een liggende steen, ook wel zerk genoemd.
Meestal is een grafsteen bewerkt met informatie over de overledene, bijvoorbeeld:
- Vrijwel altijd de naam van de overledene(n) die er is/zijn begraven.
- Vaak een geboorte- en sterfdatum, soms de leeftijd.
- Familierelaties tussen begraven personen en nog levende nabestaanden.
- Soms het beroep van de overledene of andere kenmerken die door de nabestaanden belangrijk werden gevonden.
- Kunstuitingen, vaak van symbolische aard, zoals: geknakte bloemen, wenende engelen, gebroken boomstammen, levensbomen, schedels en botten, nachtvlinders, zandlopers.
- Teksten of regels uit gedichten of religieuze boeken.
- Vazen of andere recipiënten voor planten en bloemen die door rouwenden op het graf kunnen worden achtergelaten.
- Portretten van de overledene, vaak in emaille gebrand voor zeer lange houdbaarheid (vooral Zuid-Europa, katholiek).

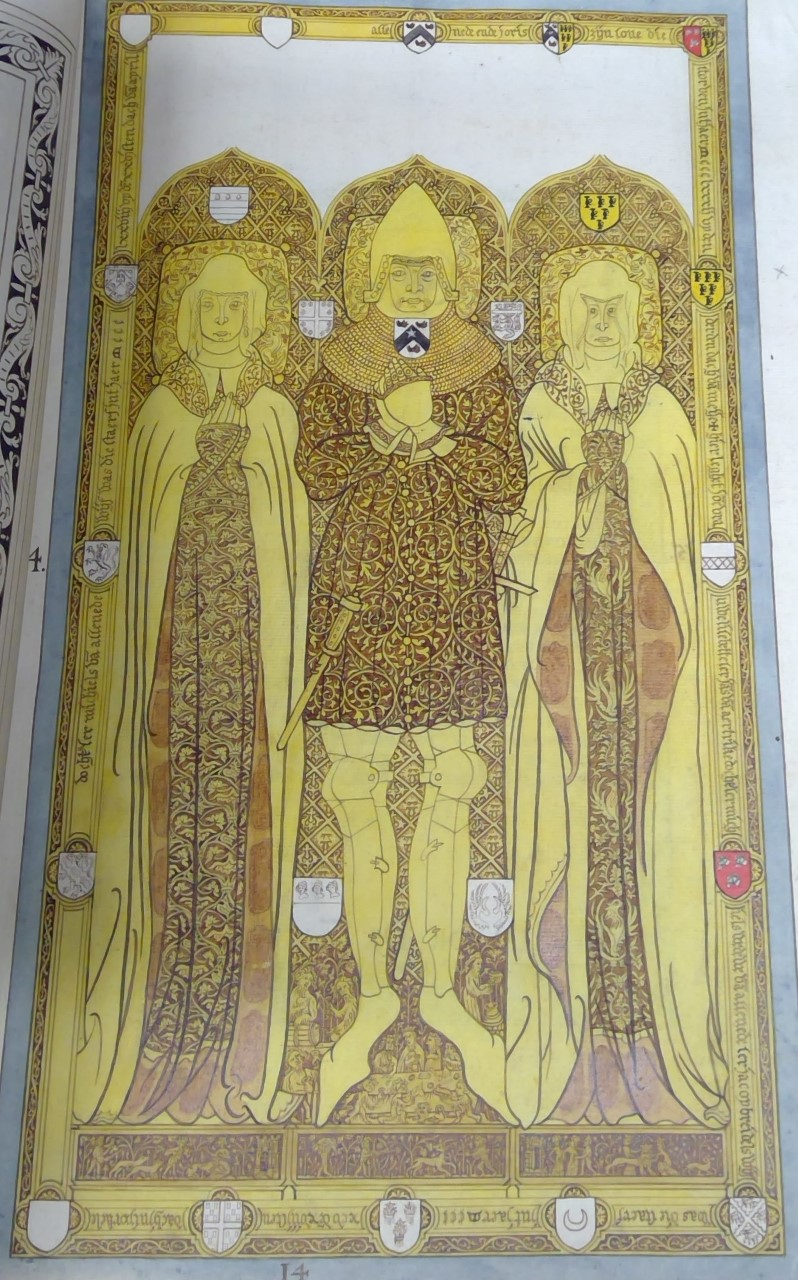
Fragment van een grafschriftenverzameling van de Sint-Walburgakerk die werd aangelegd door kerkmeester Jan van Steelant. Op het papier staat de familie van Assenede afgebeeld.

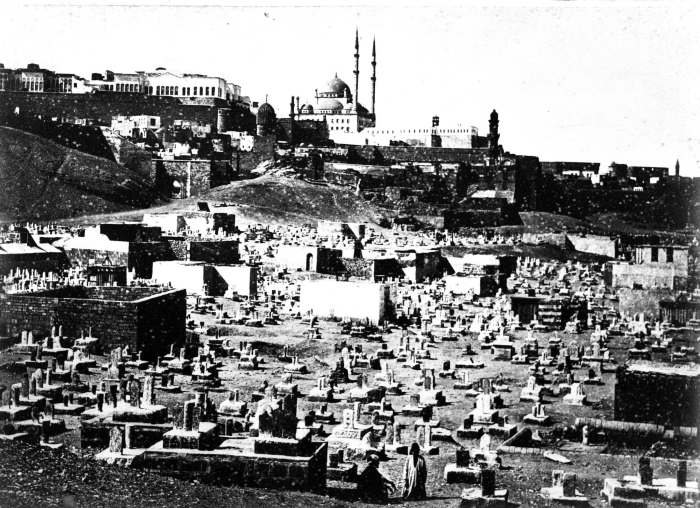
Stadsgezicht met de Bab al-Wazir begraafplaats en de Mohammed Ali moskee, Caïro, 1865-1900

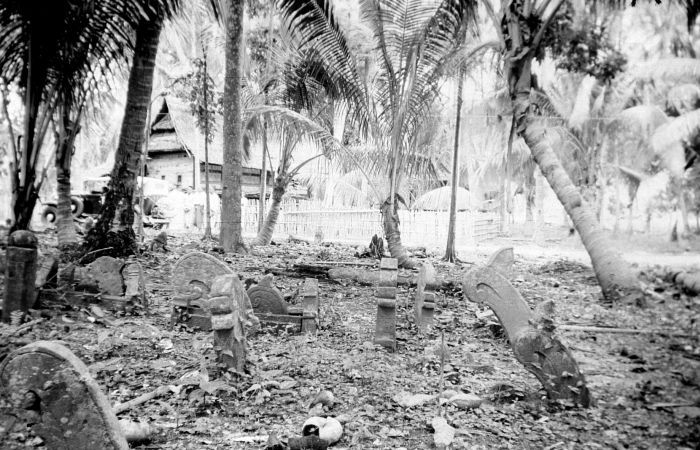
Een oude begraafplaats met typische grafstenen bij Toebo in Celebes

Grafstenen dienen als een focus voor de rouwenden en als een statement voor het belang van de overledene volgens diens nabestaanden, of eventueel, bij mensen die alles zelf voor hun dood al geregeld hebben, volgens hem- of haarzelf. 
Het materiaal van de steen gaat vaak decennia tot eeuwen mee; een steen van gepolijst graniet heeft een nagenoeg onbeperkte levensduur, en is na duizenden jaren zo goed als onaangetast, zoals uit vele Egyptische graven blijkt; een steen van kalksteen of zandsteen kan in een eeuw al zo goed als onleesbaar worden. Zeer eenvoudige graven worden vaak gemarkeerd met een houten kruis, dat meestal binnen een paar jaar zal wegrotten. Een grafsteen kan een aanzienlijke investering vergen.
Grafstenen in kerken ("grafzerken"), vaak dekplaten van graven in de vloer van de kerk, hebben minder van het weer te lijden, maar worden vaak, als er over gelopen wordt, in de loop van de tijd toch onleesbaar. Stenen en gedenktafels aan de wand van een kerk zijn veel duurzamer.
Begraven in een kerk komt tegenwoordig niet meer voor. In Nederland werd dit afgeschaft in 1829.

## Trivia
Op grafstenen in Italië komt men vaak de lettervolgorde "O P A" tegen. Dit is Latijn voor Ora(te) Pro Animis, wat "Bid voor onze zielen" betekent. Ook is OPA te beschouwen als een samengestelde 'boodschap' die ontstaan is in de 4e eeuw. De O en de A verwijzen naar de Griekse letters omega en de alfa, ofwel het eind en het begin, refererend aan Christus’ woorden "Ik ben het begin en het eind." De P wordt vaak met een kruisje of een streepje erdoorheen afgebeeld. Het vormt dan een chrismon of christusmonogram, bestaande uit de Griekse letters chi en rho, de beginletters van de naam Χριστός (Kristos = Christus). Wordt ten slotte de (Griekse) P gelezen als de (Latijnse) R, dan staat er ORA, het Latijnse woord voor BID.

Grafstenen, steles en grafzerken
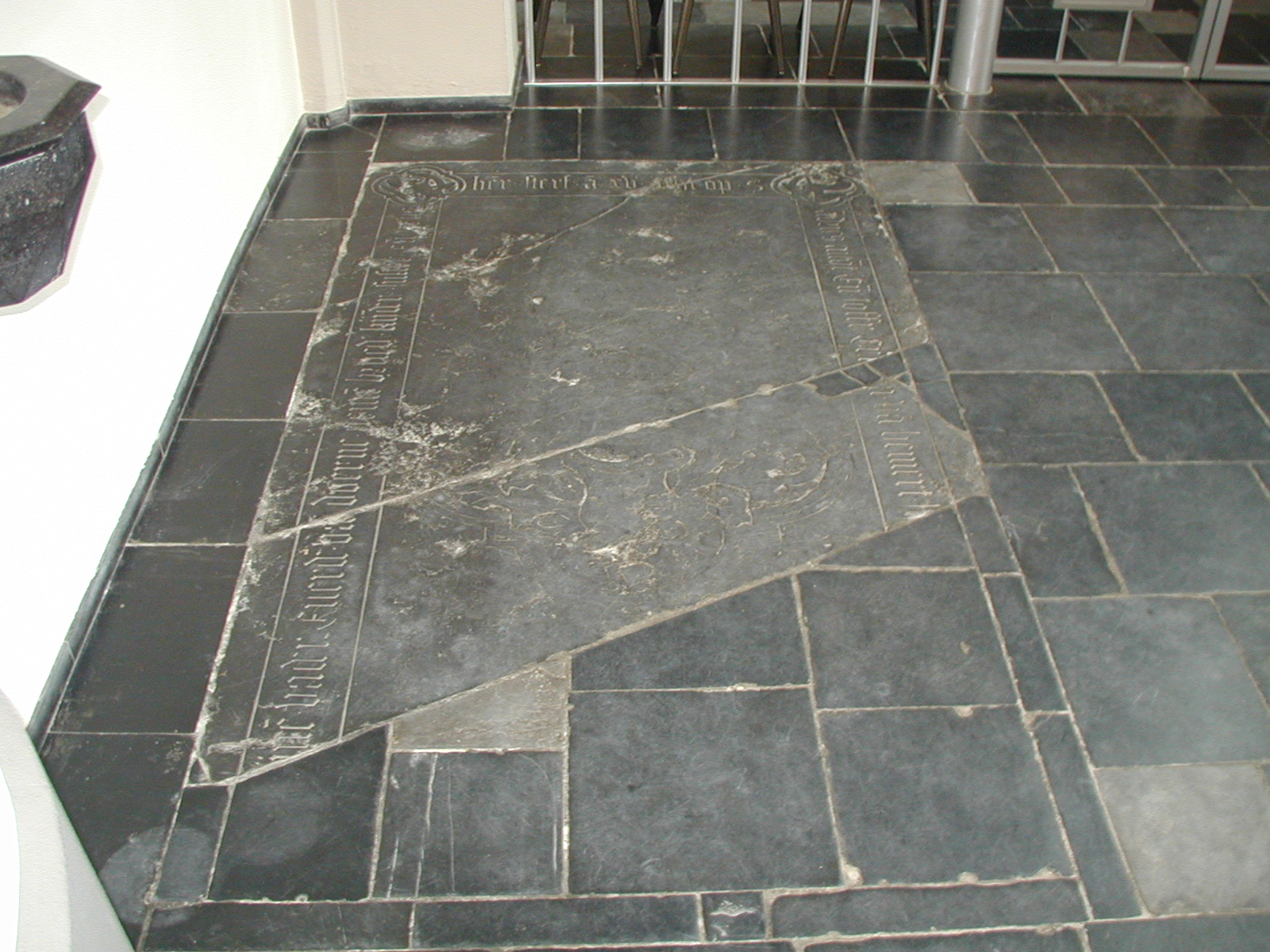
De grafsteen van Hendrick van Doerne en zijn familie, tegenwoordig in de noordelijke zijtoren van de St. Willibrorduskerk te Deurne
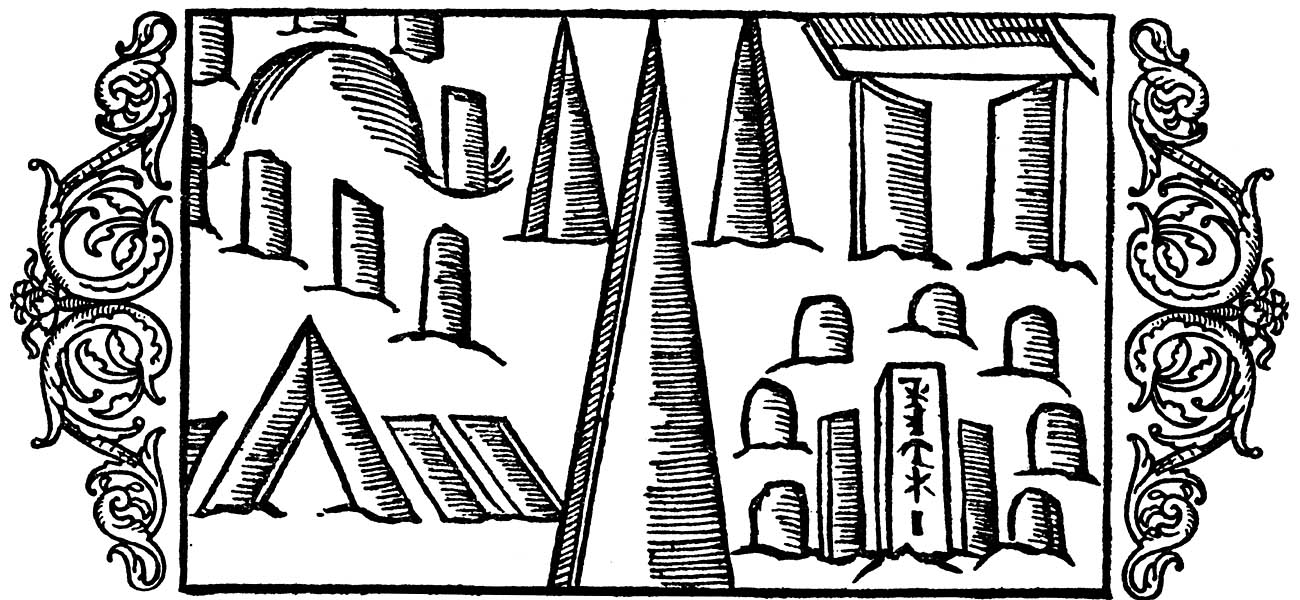
Grafstenen uit Zweden, 1555
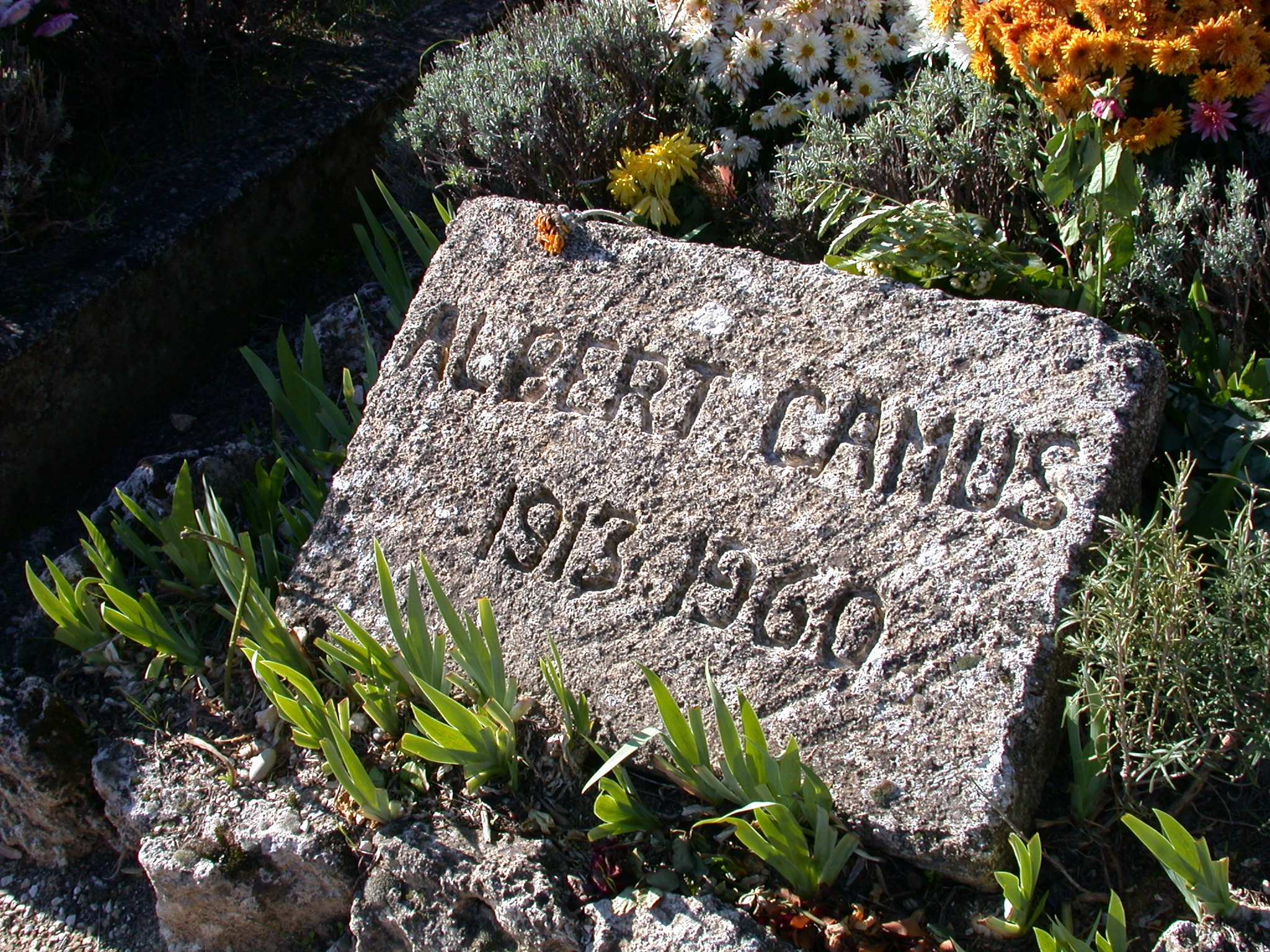
Grafsteen van Albert Camus in Frankrijk
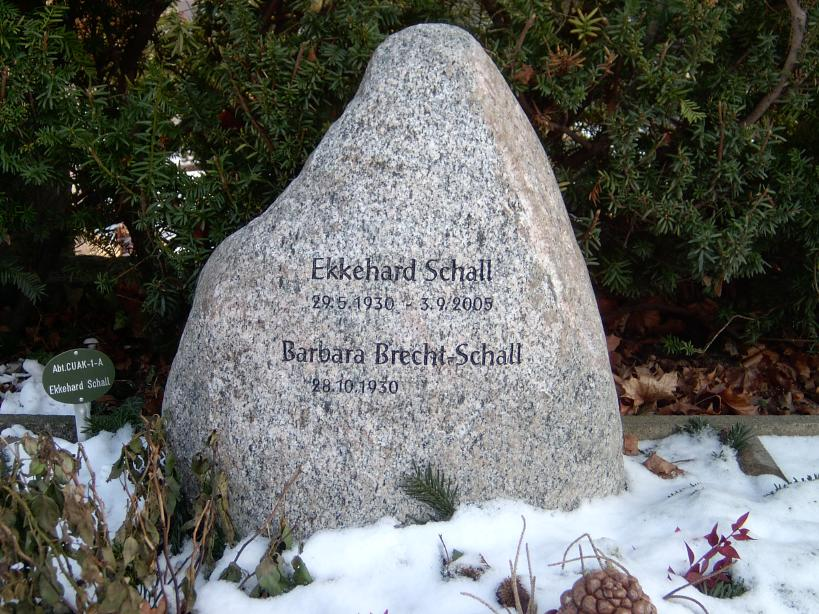
Grafsteen van Ekkehart Schall in Duitsland
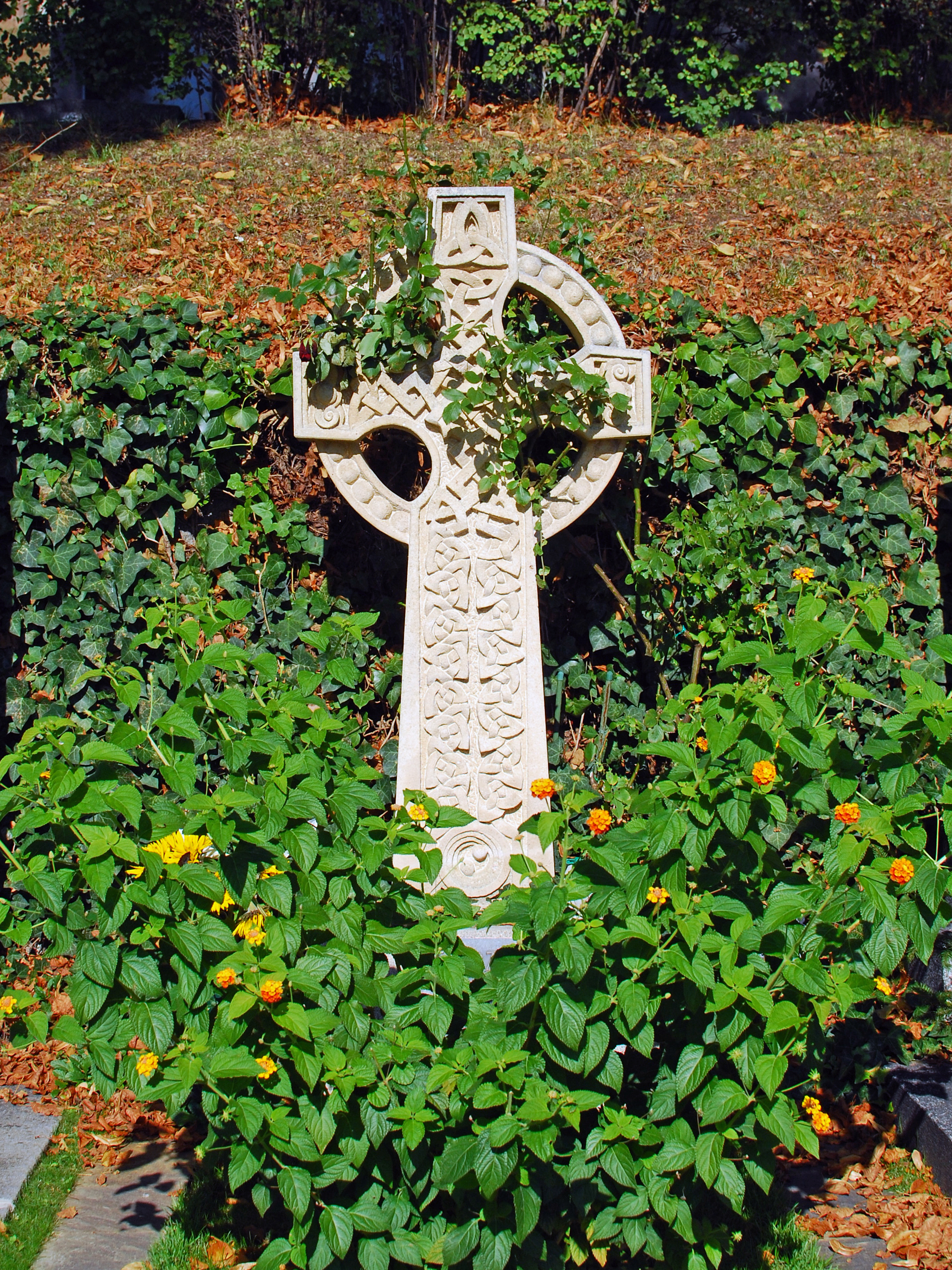
Keltisch kruis
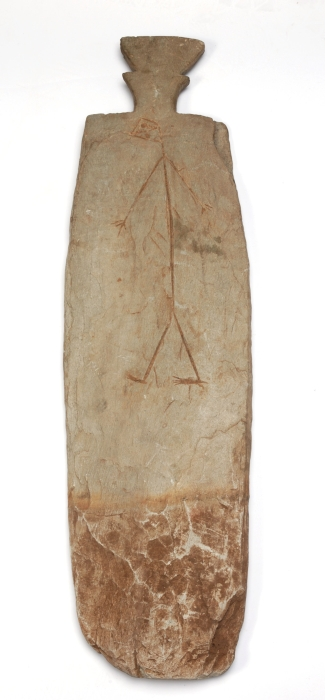
Grafsteen met ingekraste figuur in Burkina Faso
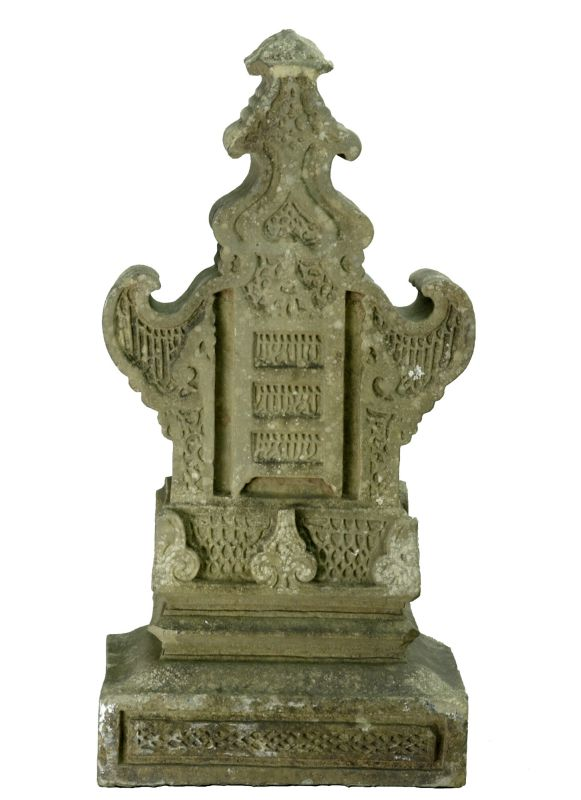
Zandstenen grafsteen in Atjeh
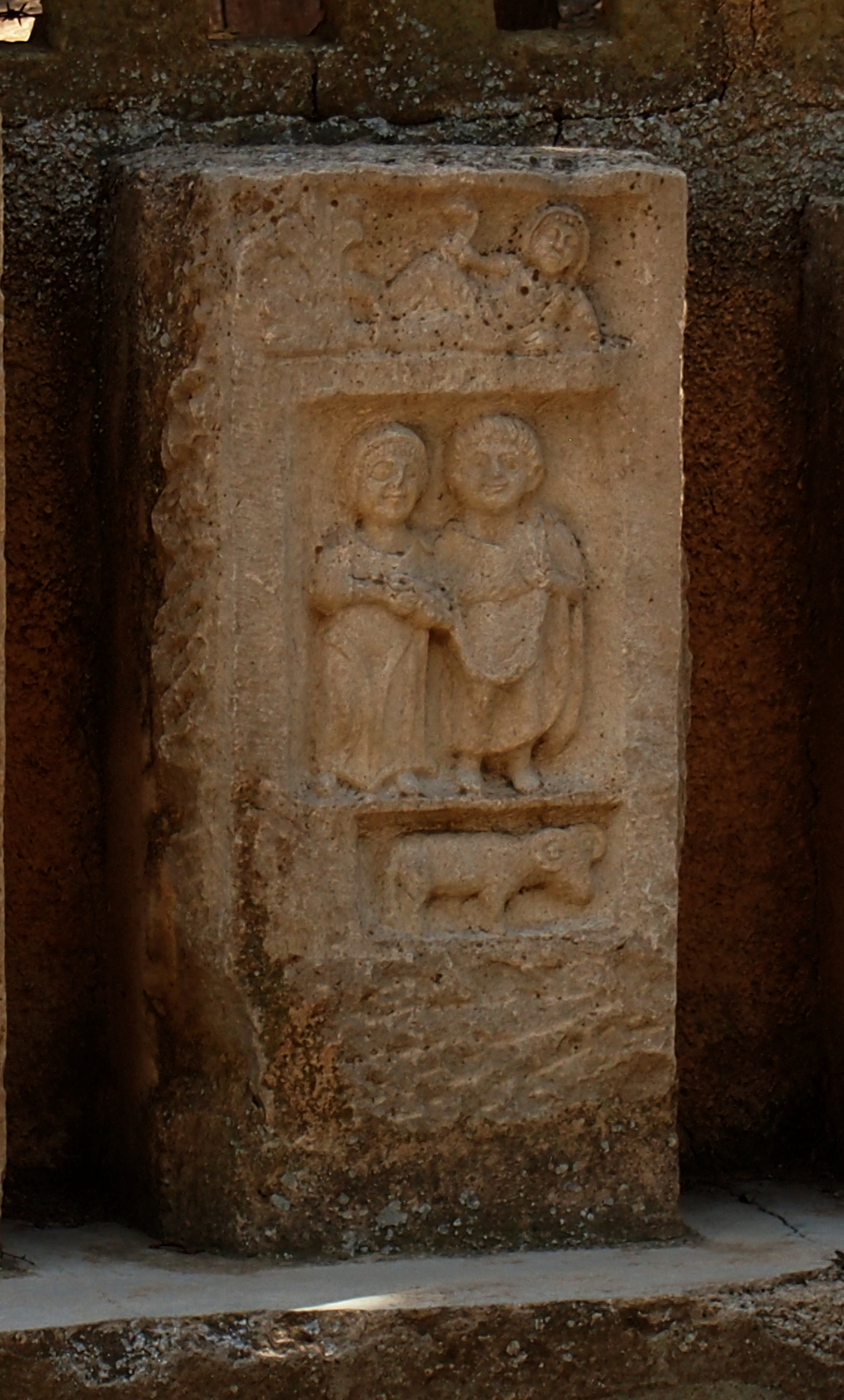
Romeinse grafstenen in Timgad
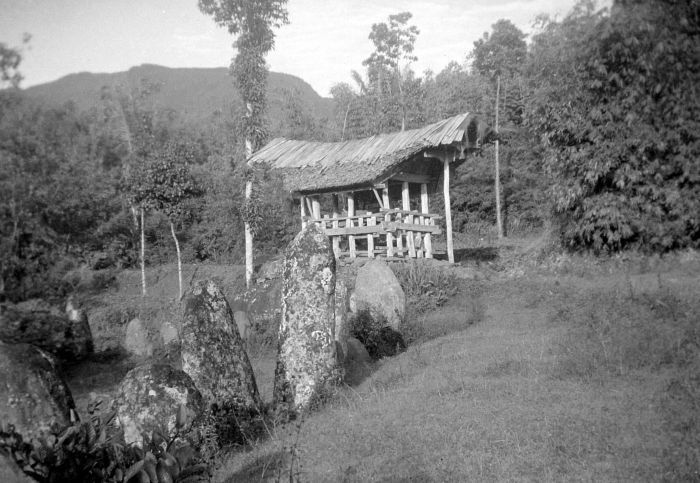
Dodenhuisje met dodenstenen in Celebes, Wereldmuseum Amsterdam
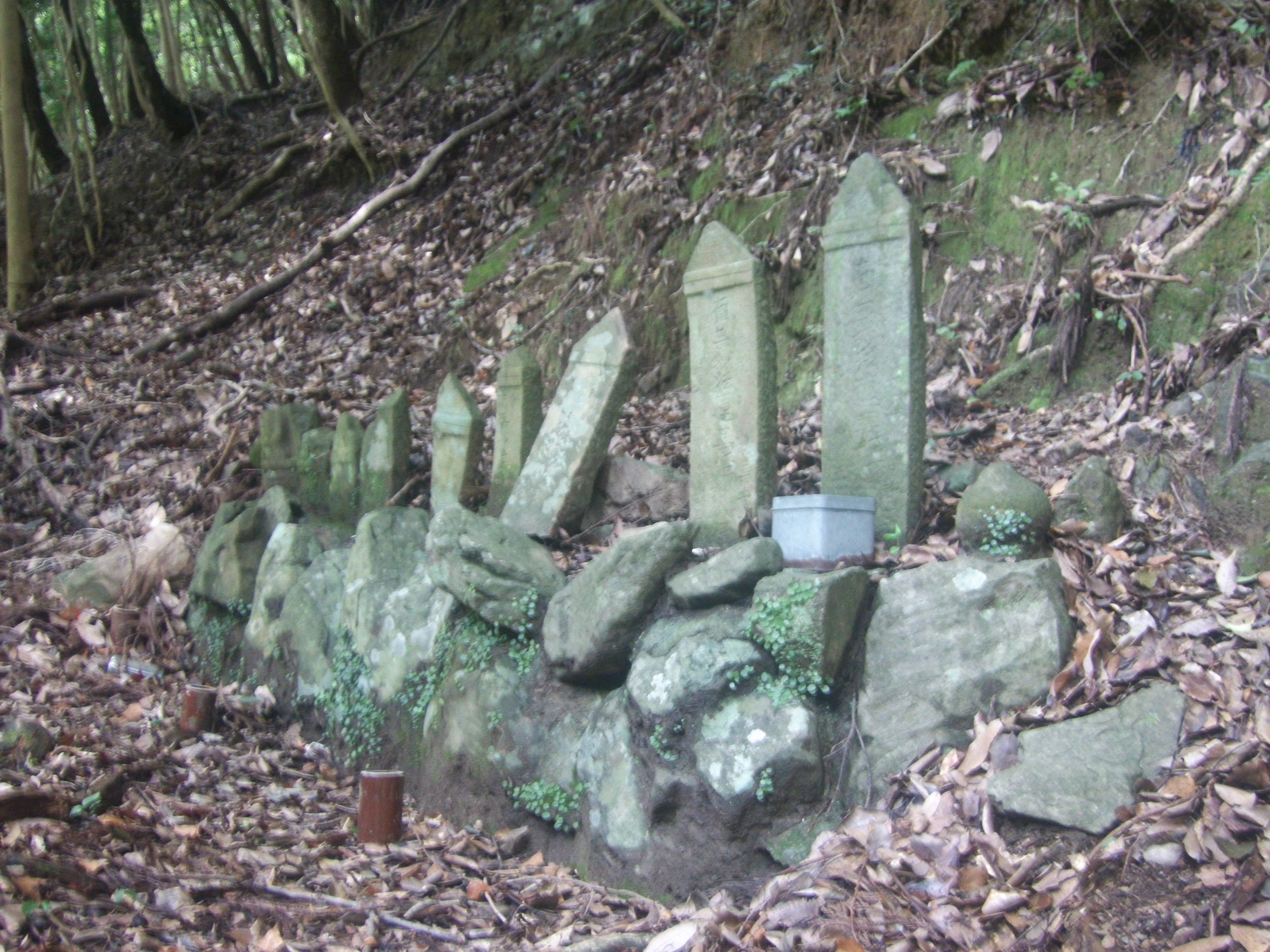
Itabi (stele), Japan
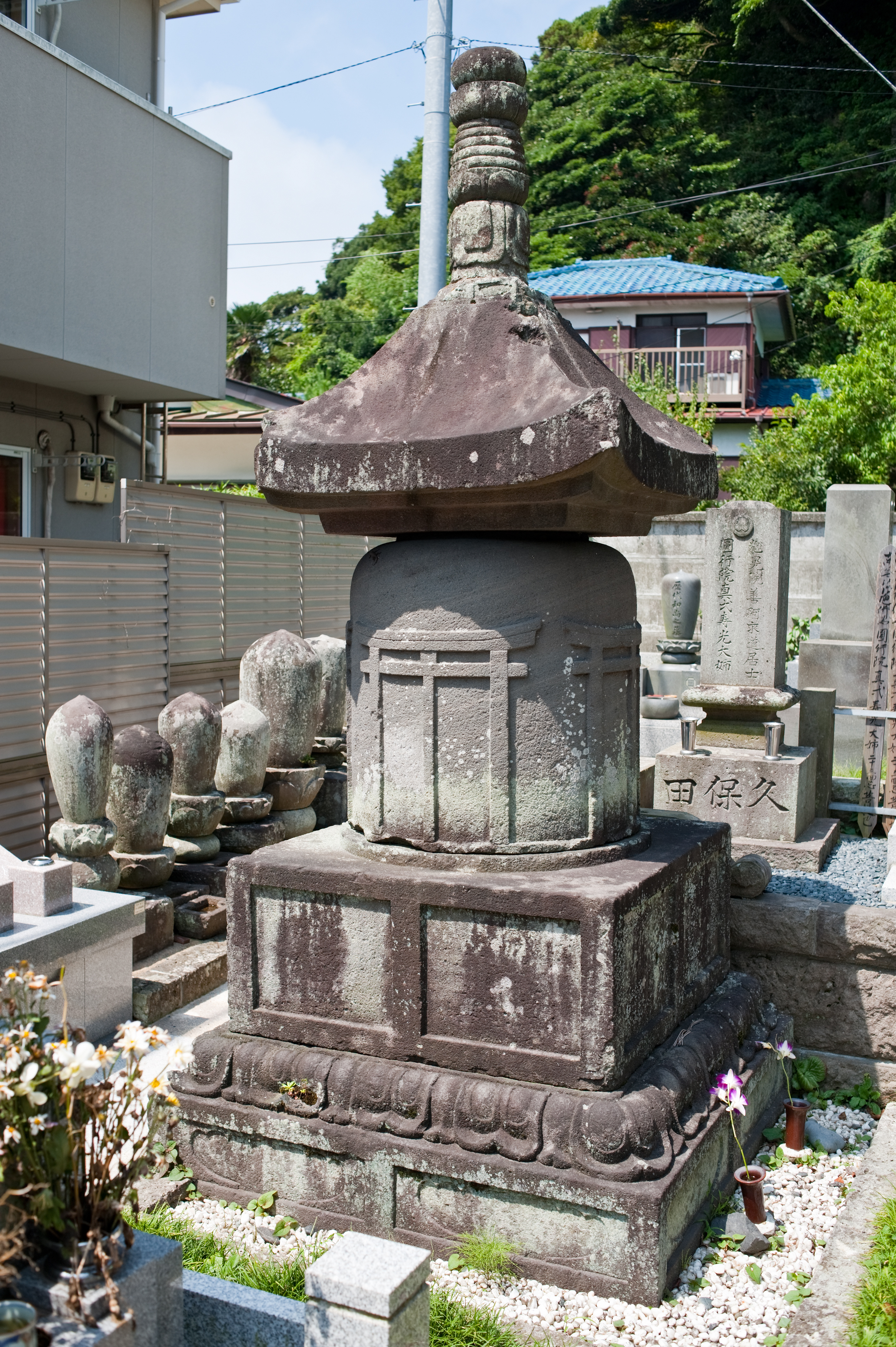
Hōtō. pagode, Japan
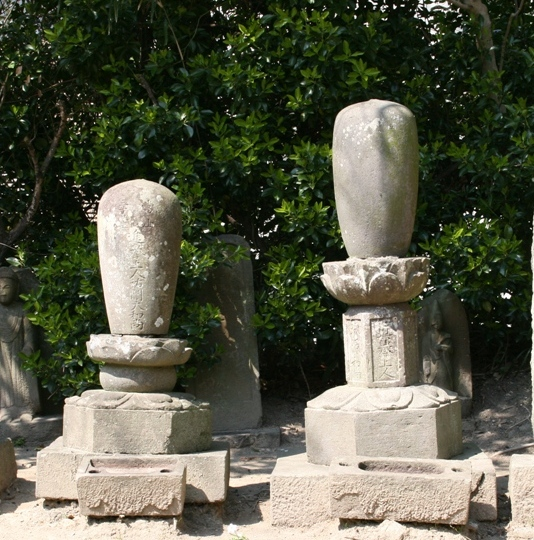
Muhōtō (pagode), Japan